# Caladenia calcicola
Caladenia calcicola är en orkidéart som beskrevs av Geoffrey William Carr. Caladenia calcicola ingår i släktet Caladenia och familjen orkidéer. Inga underarter finns listade i Catalogue of Life.